# 阿哈龍·多爾戈波爾斯基
阿哈龍·多爾戈波爾斯基（1930年11月18日—2012年7月20日），俄羅斯-以色列語言學家，被稱為是比較諾斯特拉語系語言學的現代創始人之一。

## 傳記
阿哈龍1930年出生於莫斯科。
1960年代獨立於弗拉季斯拉夫·伊利奇-斯維特奇提出了諾斯特拉語系假設進行多邊比較。
在莫斯科大學教授8年，1976年移居以色列，在海法大學任教。出現在美國電視連續劇NOVA紀錄片第22季：1994–1995。於2012年7月20日海法去世。

## 另見
- 多爾戈波爾斯基詞表
- 莫斯科比較語言學學院（英语：Moscow School of Comparative Linguistics）

## 備註
1. ↑  或按俄語名譯阿隆·鮑里索維奇·多爾戈波利斯基
（羅馬化：Aron Borisovich Dolgopolʼskiy）

## 外部鏈接
- 阿哈龍·多爾戈波爾斯基諾斯特拉語系字典（Aharon Dolgopolsky's Nostratic Dictionary） （页面存档备份，存于）